# Pólko (Nadma)
Pólko – część wsi Nadma w Polsce położona w województwie mazowieckim, w powiecie wołomińskim, w gminie Radzymin. Leży przy drodze krajowej nr 8. 
Pólko ma status sołectwa Nadma Pólko.
W latach 1975–1998 Pólko administracyjnie należało do województwa warszawskiego.
Miejsce urodzenia Jana Skrzypińskiego, inżyniera, projektanta broni, współtwórcy pistoletu vis.